# Deadline Games
Deadline Games A/S var ett danskt spelutvecklingsföretag som var beläget på Fabrikmestervej 4–6 i Köpenhamn. Deadline var från början ett TV-produktionsbolag, men 1996 föreslog företagets creative director Simon Jon Andreasen att de skulle börja utveckla datorspel istället. Spelavdelningen av produktionsbolaget fick en tillökning från tre till 15 anställda och 1997 slog de sig samman med det svenska företaget TATI och tillsammans skapade de Vision Park Entertainment AB. TV-produktionsdelen av Deadline såldes och företaget fokuserade istället helt på att utveckla datorspel. I mars 2001 tog Andreasen och VD:n Chris Mottes över spelstudion Deadline Games.
Deadline Games begärdes i konkurs den 29 maj 2009 efter att de under flera år haft ekonomiska svårigheter; 2006 redovisades ett underskott på 8,4 miljoner kroner, 2007 ett underskott på 12,2 miljoner kroner och 2008 ett underskott på 12 miljoner kroner. Uppdraget att utveckla Watchmen: The End Is Nigh åt Warner Bros. blev spiken i kistan för Deadline Games även om företaget vid sin nedläggning hade planer på att lansera spelet Faith and a .45.

## Utvecklade datorspel
- Blackout, 1997
- CrossTown - Giftet, 1998
- CrossTown - Ängeln, 1999
- Globetrotter, 2000
- Globetrotter 2, 2001
- På upptäcktsfärd med Peter och Marie – Staden, 2002
- På upptäcktsfärd med Peter och Marie – Bondgården, 2002
- Suspect
- Total Overdose, 2005
- Chili Con Carnage, 2007
- Watchmen: The End Is Nigh, 2009
- Faith and a .45 (lanserades aldrig)